# Oitava cúpula do BRICS
A oitava cúpula do BRICS ou oitava cimeira do BRICS foi a reunião de cúpula anual dos principais países e governos dos membros do BRICS. Foi realizada na cidade indiana de Benaulim, Goa.